# Gretl Elb
Gretl Elb, in Besetzungslisten fälschlicherweise auch als Gretl Erb geführt, bürgerlicher Name seit ihrer zweiten Ehe Margareta Reyer, (* 1. Juni 1917 in Wien; † 10. Oktober 2006 ebenda) war eine österreichische Schauspielerin.

## Leben
Gretl Elb, als Margareta Elb geboren, war die uneheliche Tochter der Schauspielerin Anna Elb, die das Rollenfach der Salondame spielte. Gretl Elb wuchs in einem Waisenhaus auf. Im Alter von 18 Jahren beschloss sie, zum Theater zu gehen. Ohne Ausbildung bewarb sie sich bei einer Wiener Schauspielagentur. Ihr Vorsprechen beinhaltete u. a. das Gretchen in Goethes Faust. Anschließend begann sie Theater zu spielen. Ihr erstes Engagement führte Gretl Elb 1936 nach Leitmeritz. Böhmischen und mährischen Bühnen blieb sie bis zur von Joseph Goebbels für den Sommer 1944 verfügten Schließung aller deutschen Theaterspielstätten treu: Elb wirkte anschließend in Brüx, Mährisch-Ostrau und Teplitz-Schönau. Für die Spielzeit 1941/42 wurde Gretl Elb an das Deutsche Theater Prag verpflichtet. Dort blieb sie bis 1944. Bereits seit November 1945 gehörte Elb bis 1948 in Graz zum Ensemble der Kleinkunstbühne „Der Igel“ im Roseggerhaus (Annenstraße 23) im Café Rheingold. Zur Saison 1947/48 ging sie für eine Spielzeit an das Wiener Bürgertheater, verließ das Theater jedoch zur Saison 1948/49 wieder in Richtung Graz. Ab der Saison 1948/49 war sie fest am Landestheater Graz engagiert, wo sie als etablierte Bühnendarstellerin zu den „Publikumslieblingen“ des Grazer Publikums gehörte. In der Saison 1954/55 war sie als „jugendliche Charakterdarstellerin“ am Landestheater Graz verpflichtet. In dieser Saison spielte sie u. a. die Titelrolle in der Historie Königin Elisabeth von Richard Flatter (Spätherbst 1954) und in Arthur Millers modernem Stück Hexenjagd. Weitere Bühnenstationen, meist mit Stückverträgen, waren ab Mitte/Ende der 1950er Jahre Wien, München und Berlin. 1957 wurde sie fest nach Wien ans Theater in der Josefstadt verpflichtet, wo sie, ebenso wie an den Wiener Kammerspielen, bis Anfang der 1980er Jahre regelmäßig auftrat. 
In der Saison 1957/58 spielte sie am Theater in der Josefstadt im Rahmen der Wiener Festwochen die Rolle der Madame Bouffier (Wirtin des Hotels Mon Repos et de la Rose) in dem Stück Jacobowsky und der Oberst von Franz Werfel. 1963 spielte sie beim „Kleinen Theater der Josefstadt“ im Konzerthaus Wien in dem Stück Eurydike von Jean Anouilh. In der Spielzeit 1964/65 und in der Spielzeit 1965/66 war sie an den Wiener Kammerspielen Partnerin von Johannes Heesters in der Boulevardkomödie Vater einer Tochter von Curth Flatow. Im Juli/August 1966 übernahm sie bei den Salzburger Festspielen die Rolle „Des Schuldknechts Weib“ im Salzburger Jedermann. Im Februar 1969 spielte sie bei der Österreichischen Erstaufführung des Musicals Anatevka im Theater an der Wien die Rolle der Heiratsvermittlerin Jente. Diese Rolle übernahm sie auch in den weiteren Aufführungsserien 1969, 1970, 1972 und 1982/83. Im Mai 1969 wirkte sie auch in der bei Preiser Records auf Schallplatte erschienenen deutschsprachigen musikalischen Gesamtaufnahme von Anatevka mit. Im August 1981 gastierte sie bei den Bregenzer Festspielen als Frau Hollunder in Liliom. Im Februar 1990 gehörte sie, u. a. neben Erni Mangold, zur Uraufführungsbesetzung des Theaterstücks Die Präsidentinnen von Werner Schwab im Künstlerhaus Wien; die Aufführungen fanden im Februar/März 1990 in Wien statt.
Viele ihrer späteren Bühnenrollen am Theater in der Josefstadt und den Wiener Kammerspielen wurden vom Österreichischen Rundfunk aufgezeichnet und im Fernsehen ausgestrahlt: Frau Everl in der Nestroy-Posse Die verhängnisvolle Faschingsnacht (ORF 1965; Theater in der Josefstadt), ihre Darstellung der „Fiakermilli“ Emilie Turecek in Die Fiakermilli von Martin Costa (ORF 1967; Wiener Kammerspiele), die alte Kinderfrau Marina in Onkel Wanja (ORF 1968; Theater in der Josefstadt), Sophie in Spiel der Herzen von Ferenc Molnar (ORF/ZDF 1972; Theater in der Josefstadt), Frau Helseth in Rosmersholm (1974; Theater in der Josefstadt) und Clothilde in Hurra, ein Junge (1979; Wiener Kammerspiele).
Erste Filmarbeiten Elbs, mit einem Überlaufer aus dem Jahre 1944/45 (Das Gesetz der Liebe, mit Elb als Zimmermädchen im Hotel „Privy“), sind ab Ende der 1940er Jahre dokumentiert. In den 1950er Jahren hatte sie kleine Rollen in deutschen und österreichischen Kiilmen, häufig nur in winzigen Auftritten, die für ihre schauspielerische Tätigkeit weitgehend ohne Bedeutung sind. In dem österreichischen Problemfilm Verdammt die jungen Sünder nicht (1961) spielte sie die Mutter der jungen Gertraud Jesserer. 
Ab den 1960er Jahren arbeitete sie im Filmbereich dann schwerpunktmäßig für das Fernsehen, hauptsächlich beim Österreichischen Rundfunk/Fernsehen, wo sie häufig in anspruchsvollen Literaturverfilmungen, in Fernsehadaptionen von Theaterstücken und in Fernsehspielen zu sehen war, so u. a. als Frau Hudetz in Der jüngste Tag (1960; nach dem Theaterstück von Ödön von Horvath mit Hans Holt als Partner, Regie: Erich Neuberg), als Pauline Schamrajewa, die Frau des Gutshofverwalters Schamrajew, in Die Möwe (1963; nach dem Theaterstück von Anton Tschechow, mit Hanns Obonya als Partner), als Irma Pistora in Die Bekehrung des Ferdys Pistora (1964; nach dem Theaterstück von František Langer, mit Heinz Conrads und Paul Hörbiger als Partnern) und als Regine Matzner in der Posse Der keusche Lebemann (1968; nach dem Theaterstück von Arnold/Bach, mit Fritz Muliar und Helga Papouschek als Partnern).
Sie wirkte auch in einigen Fernsehfilmen und Fernsehserien mit. Im Fernsehen arbeitete sie u. a. mit Rolf Kutschera, Otto Tausig, Wolfgang Liebeneiner, Franz Josef Wild, Karin Brandauer und Walter Davy als Regisseuren zusammen. In der Fernsehverfilmung der Musikalischen Komödie Das Feuerwerk (1976), in der Erika Pluhar (als Iduna) und Harald Serafin (als Zirkusdirektor Obolski) die Hauptrollen spielten, übernahm sie die komische Rolle der Tante Lisa. Als Elbs letzten Filmauftritt führt die IMDb eine Episodenrolle als Oma Schneider in der österreichischen Familienserie Der Leihopa (1988) auf. 
Gretl Elb wirkte außerdem in Hörspielen mit, nahm Schallplatten, meist mit Wiener Liedern und Texten, auf und arbeitete als Rezitatorin.
Gretl Elb war in erster Ehe mit einem rumänischen Schauspieler verheiratet, den sie in Prag kennengelernt hatte. In zweiter Ehe war sie mit dem österreichischen Schauspieler Walther Reyer verheiratet, den sie zu Beginn seines Grazer Engagements 1952 kennengelernt hatte. Von ihrem ersten Ehemann ließ sie sich kurz nach ihrer Begegnung mit Reyer scheiden. Elb und Reyer trennten sich im Frühjahr 1960. Kurz darauf wurde die in Graz geschlossene Ehe in Wien geschieden. 
Elb lebte zuletzt in einem Wiener Pflegeheim der Caritas Socialis. Sie starb im Oktober 2006 im Alter von 89 Jahren. Sie wurde unter ihrem bürgerlichen Namen Margareta Reyer im Urnenhain der Feuerhalle Simmering in Wien beigesetzt (Abteilung 6, Ring 1, Gruppe 2, Nummer 108).

## Filmografie (Auswahl)
- 1944/47: Umwege zu Dir (Kinofilm)
- 1944/49: Das Gesetz der Liebe (Kinofilm)
- 1954: Die süßesten Früchte (Kinofilm)
- 1958: Meine schöne Mama (Kinofilm)
- 1959: Jacqueline (Kinofilm)
- 1960: Der jüngste Tag[15] (Fernsehspiel; Theateradaption)
- 1961: Verdammt die jungen Sünder nicht (Morgen beginnt das Leben) (Kinofilm)
- 1962: Die letzten Masken[16] (Fernsehspiel)
- 1962: Der einsame Weg[17]  (Theateraufzeichnung; Theater in der Josefstadt)
- 1963: Die Möwe (Fernsehspiel; Theateradaption)
- 1963: Hotel du commerce (Fernsehspiel)
- 1964: Die Bekehrung des Ferdys Pistora (Fernsehspiel; Theateradaption)
- 1964: Das vierte Gebot (Fernsehfilm)
- 1965: Die verhängnisvolle Faschingsnacht (Theateraufzeichnung; Theater in der Josefstadt)
- 1966: Familie Schimmek (Fernsehfilm)
- 1966: Pater Brown: Der Mann mit dem Zylinder (Fernsehserie, eine Folge)
- 1967: Die Fiakermilli (Theateraufzeichnung; Wiener Kammerspiele)
- 1968: Onkel Wanja (Theateraufzeichnung; Theater in der Josefstadt)
- 1968: Der keusche Lebemann (Fernsehfilm)
- 1972: Spiel der Herzen (Theateraufzeichnung; Theater in der Josefstadt)
- 1972: Der Hutmacher (Fernsehspiel)
- 1972: Briefe von gestern (Fernsehspiel)
- 1973: Die Biedermänner (Theateraufzeichnung; Fernsehspiel)
- 1974: Rosmersholm (Theateraufzeichnung; Theater in der Josefstadt)
- 1976: Feuerwerk (Fernsehfilm)
- 1976: Der Muff[1] (Fernsehfilm)
- 1978: Familie Merian[1][18] (Fernsehserie)
- 1979: Hurra, ein Junge (Theateraufzeichnung; Wiener Kammerspiele)
- 1980: Wahre Geschichten – frei erfunden (Fernsehfilm)
- 1983: Skandal in Lobodau[19] (Theateraufzeichnung; TV-Theater im ORF-Zentrum)
- 1988: Der Leihopa: Der Narben lacht, wer Wunden nie gefühlt (Fernsehserie, eine Folge)